# Standard Parasitic Exchange Format
Das Standard Parasitic Exchange Format (SPEF) ist ein Dateiformat für den rechnergestützten Entwurf elektronischer Schaltungen. Mit diesem wird der elektrische Widerstand und die Kapazität sowie die Verzögerungszeit von Verdrahtungselementen beschrieben. Die Daten sind im SPICE-Format abgelegt. Das SPEF ist Teil des Standards IEEE 1481-1999.

## Quelle
- J. Lienig: Layoutsynthese elektronischer Schaltungen. 2. Aufl., Springer, Berlin 2016, ISBN 978-36-624-9814-9, S. 270.